# Condado de Escalante
El condado de Escalante es un título nobiliario español creado por el rey Felipe IV, el 14 de junio de 1627, a favor de Luis de Guevara y Avendaño Gamboa, con el vizcondado previo de Treceño concedido el 30 de mayo de 1627.
La denominación del título se refiere a la localidad de Escalante en la comunidad autónoma de Cantabria. 

## Condes de Escalante
|                        | Titular                                                  | Periodo                |
| Creación por Felipe IV | Creación por Felipe IV                                   | Creación por Felipe IV |
| ---------------------- | -------------------------------------------------------- | ---------------------- |
| I                      | Luis de Guevara y Avendaño Gamboa                        | 1627-¿?                |
| II                     | Ana Catalina de Guevara y Arce                           | ¿?-1641                |
| III                    | María de Guevara y Mendoza                               | 1641-¿?                |
| IV                     | Luisa de Guevara y Mendoza                               | ¿?-1643                |
| V                      | Martín Domingo de Saavedra y Guevara                     | 1643-1690              |
| VI                     | María de Atocha de Saavedra y Fenollet                   | 1690-1747              |
| VII                    | Sancho José Fernández de Miranda Ponce de León y Guevara | 1747-1757              |
| VIII                   | Judas Tadeo Fernández de Miranda y Villacís              | 1757-1810              |
| IX                     | Lucía Luisa de Rojas y Fernández de Miranda              | 1810-1834              |
| X                      | Juan Bautista de Queralt y Bucarelli                     | 1834-1873              |
| XI                     | Hipólito de Queralt y Bernaldo de Quirós                 | 1875-1877              |
| XII                    | Enrique de Queralt y Fernández-Maquieira                 | 1877-1933              |
| XIII                   | Enrique de Queralt y Gil Delgado                         | 1933/1953-1992         |
| XIV                    | Enrique de Queralt y Chávarri                            | 1993-actual titular    |

## Historia de los condes de Escalante
- Luis de Guevara y Avendaño Gamboa, I conde de Escalante,[2] VIII marqués de Rucandio, VIII conde de Tahalú, señor de Urquizu, Olasso, Arazuri y Montalbán.[2] Era hijo de Antonio de Guevara y Manrique, VI marqués de Rucandio, y de su esposa, María de Avendaño Gamboa y Beaumont-Navarra —hija de Prudencio de Avendaño y Velasco (m. 1568), VII señor de Villarreal de Álava, y de Luisa de Beaumont-Navarra—.[2]

Casó con María de Arce y Zorrilla, señora de Arce y Villarías. Sucedió su hija:
- Ana Catalina de Guevara y Arce, II condesa de Escalante,[3] IX marquesa de Rucandio y IX condesa de Tahalú.[3]

Casó con Felipe Manuel Vélez de Guevara y teniente coronel. Sin descendencia, sucedió su prima hermana, hija de Pedro de Guevara y Avendaño, hermano del I conde de Escalante, caballero de la Orden de Santiago, y de su primera esposa, Francisca de Mendoza y Acevedo:
- María de Guevara y Mendoza (m. 1683), III condesa de Escalante, X condesa de Tahalú y escritora.[5] Era hija de Pedro de Guevara y Avendaño Gamboa, hermano del I conde de Escalante, y de Francisca de Mendoza y Acevedo.[5]

Casó en primeras nupcias con García Bravo Osorio, marqués del Villar. En segundas nupcias, casó con Loreno de Guevara y en terceras nupcias con Andrés Velázquez de Velasco. Sin descendencia, sucedió, por cesión, su hermana:
- Luisa de Guevara y Mendoza (m. Madrid, 23 de febrero de 1643), IV condesa de Escalante.[3]

Casó con Martín de Saavedra y Guzmán, veinticuatro de Córdoba, barón de Prado, caballero de la Orden de Calatrava y presidente de la Audiencia del Nuevo Reino de Granada (1637-1645). Sucedió su hijo:
- Martín Domingo de Saavedra y Guevara (Santa Fe, Bogotá, ?-23 de enero de 1690), V conde de Escalante,[3] XI conde de Tahalú y XI marqués de Rucandio, grande de España.[3]

Casó con Rosalía Fenollet y Fenollet quien, después de enviudar, contrajo un segundo matrimonio con Francisco Blanes y Palavicino, IV conde de Villanueva. Sucedió su hija:
- María de Atocha de Saavedra y Fenollet (1686-1747), VI condesa de Escalante, XIII condesa de Tahalú y XII marquesa de Rucandio, grande de España.[3]

Casó con Sancho de Miranda Ponce de León y Trelles (m. 9 de mayo de 1737), III marqués de Valdecarzana, marqués de Bonanaro y conde de Torralba (de Aragón) en Cerdeña. Sucedió su hijo:
- Sancho José Fernández de Miranda Ponce de León y Guevara (Oviedo, 27 de noviembre de 1704-12 de noviembre de 1757), VII conde de Escalante,[3] IV marqués de Valdecarzana, IX conde de Villamor,[3] XIV conde de Tahalú, XIII marqués de Rucandio, grande de España, marqués de Bonanaro, conde de Torralba (de Aragón) en Cerdeña, gentilhombre de cámara con ejercicio.[3]

Casó, en Madrid, el 21 de enero de 1728, con Ana Catalina de Villacís y la Cueva Manrique de Lara, VII condesa de las Amayuelas, grande de España, VII condesa de Peñaflor de Argamasilla, VIII marquesa de Taracena y VIII vizcondesa de Centenera. Sucedió su hijo:
- Judas Tadeo Fernández de Miranda y Villacís (Madrid, 18 de agosto de 1739-Salamanca, 27 de septiembre de 1810),[11] VIII conde de Escalante,[12] V marqués de Valdecarzana, X conde de Villamor,[12] VIII conde de las Amayuelas,[13] IX marqués de Taracena, IX vizconde de Centenera, XV marquesado de Cañete,[14] XV conde de Tahalú, XIV marqués de Rucandio, tres veces grande de España, marqués de Bonanaro y conde de Torralba de Aragón en Cerdeña, conde de Centura en Sicilia[12] caballero de la Orden del Toisón de Oro, gran cruz de la Orden de Carlos III, maestrante de Valencia, sumiller de corps y gentilhombre de cámara del rey Carlos IV.[11]

Casó en primeras nupcias, el 11 de noviembre de 1757, con Isabel Felipa Regio, princesa de Campofiorito, y en segundas nupcias, el 18 de mayo de 1808,con Luisa Escrivá de Romaní. Sin descendencia, sucedió su sobrina, hija de su hermana María Antonia, casada con José Antonio de Rojas Toledo y Vargas, VII conde de Mora, grande de España.
- Lucía de Rojas y Fernández de Miranda (Madrid, 6 de julio de 1756-19 de julio de 1834), IX condesa de Escalante,[12] VI marquesa de Valdecarzana, XI condesa de Villamor,[12] IX condesa de las Amayuelas,[15] VI vizcondesa de Linares, X marquesa de Taracena, XVI marquesa de Cañete,[14] VI marquesa de Valdecarzana, XVI condesa de Tahalú, VIII condesa de Mora,[15] VII marquesa de la Torre de Esteban Hambrán, IX condesa de Valverde y IX marquesa de Santacara,[12] tres veces grande de España.

Casó con Ignacio Jaime de Margens de Nin y Sotomayor Masones y Lima (1772-1798), VI duque de Sotomayor, grande de España, VIII conde de Crecente, III conde del Castillo de Vera y VI marqués de Tenorio. Le sucedió su pariente, descendiente de María del Pilar Fernández de Miranda y Villacís, hermana de Judas Tadeo, el V marqués de Valdecarzana:
- Juan Bautista de Queralt y Bucarelli (Sevilla, 8 de octubre de 1814-Biarritz, 17 de abril de 1873),[18] X conde de Escalante,[19] VII marqués de Valdecarzana,[19] XII conde de Villamor,[19] IX conde de Santa Coloma,[20] VII marqués de Besora, XVII conde de Cifuentes, VII marqués de Alconchel, XI marqués de Gramosa,[21] XV marqués de Lanzarote, IX conde de la Cueva, VII marqués de Albolote, VIII marqués de Albaserrada, IX conde de la Rivera, VI marqués de Vallehermoso,[22] VIII conde de Gerena, X conde de las Amayuelas,[15] XVII marqués de Cañete,[14] XI marqués de Taracena, XVII conde de Tahalú, I conde de la Real Tenacidad y senador del reino,[19] siete veces grande de España.[18] Era hijo de Juan Bautista de Queralt y Silva, VIII conde de Santa Coloma, y de María del Pilar de Bucarelli y Silva, Bucarelli y Fernández de Miranda, VII condesa de Gerena, V marquesa de Vallehermoso, VIII condesa de Fuenclara, duquesa de Arenberg y dama  de la Orden de las Damas Nobles de la Reina María Luisa.[12]

Casó, en Madrid, el 30 de enero de 1836, con María Dominga Bernaldo de Quirós y Colón de Larreátegui, hija de Antonio María Bernaldo de Quirós y Rodríguez de los Ríos, VI marqués de Monreal, grande de España, marqués de Santiago, marqués de la Cimada, y de Hipólita Colón de Larreátegui y Remírez de Boquedano. Sucedió su hijo:
- Hipólito de Queralt y Bernaldo de Quirós (Sevilla, 22 de enero de 1841-Madrid, 12 de junio de 1877),[24] XI conde de Escalante,[25][19] VIII marqués de Valdecarzana,[19] XIII conde de Villamor,[19] X conde de Santa Coloma,[20] VIII marqués de Besora, VIII marqués de Alconchel, XII marqués de Gramosa,[21] XVI marqués de Lanzarote, X conde de la Cueva, IX marqués de Albaserrada, X conde de la Rivera, VII marqués de Vallehermoso,[22] IX conde de Gerena, XVIII marqués de Cañete,[14] XVIII conde de Tahalú, XI conde de las Amayuelas,[15] caballero de la Orden de Santiago, maestrante de Sevilla, gentilhombre de cámara con ejercicio y servidumbre y senador por derecho propio[19] y cinco veces grande de España.[26]

Casó, en Madrid, el 12 de octubre de 1866, con Elvira Fernández-Maquieira y Oyanguren, hija de Remigio Fernández Maquieira y Frexia María de la O de Oyanguren y Squella. Sucedió su hijo:
- Enrique de Queralt y Fernández-Maquieira (Madrid, 13 de julio de 1867-Madrid, 13 de enero de 1933), XII conde de Escalante,[19] IX marqués de Valdecarzana, XIV conde de Villamor, XI conde de Santa Coloma,[20] IX marqués de Alconchel, XIII marqués de Gramosa,[21] XVII marqués de Lanzarote, XI conde de la Cueva XI conde de la Rivera, VIII marqués de Vallehermoso,[22] X conde de Gerena, XIX marqués de Cañete,[14] XIX conde de Tahalú, XII conde de las Amayuelas,[15] caballero de la Orden de Santiago, maestrante de Sevilla, gran cruz de la Orden de Carlos III, senador por derecho propio y gentilhombre de cámara y servidumbre[19] y cinco veces grande de España.[27]

Casó, en Zarauz, el 4 de noviembre de 1909, con  Brígida Gil-Delgado y Olazábal, dama de la reina,  grande de España ad personam, hija de Juan Gil Delgado y Tacón y de Brígida de Olazábal y González de Castejón. Sucedió su hijo:
- Enrique de Queralt y Gil-Delgado (Madrid, 2 de octubre de 1910-Sevilla, 11 de abril de 1992[29], XIII conde de Escalante[19] XV conde de Villamor, XIV marqués de Gramosa,[21] XII conde de Santa Coloma,[20] IX marqués de Vallehermoso,[22] XX marqués de Cañete,[14] XIII conde de las Amayuelas,[15] X marqués de Alconchel, XVIII marqués de Lanzarote, XII conde de la Cueva, XII conde de la Rivera, XI conde de Gerena, XX conde de Tahalú, y cinco veces grande de España.[29]

Casó en Artaza (Guecho Lejona), el 20 de octubre de 1933, con María Victoria Chávarri y Poveda, hija de Víctor Chávarri y Salazar, I marqués de Triano y senador del reino, y de Josefa Poveda y Echagüe. Sucedió su hijo:
- Enrique de Queralt y Chávarri (n. Madrid, 8 de marzo de 1835), XIV conde de Escalante,[19] XVI conde de Villamor, XV marqués de Gramosa,[21] XIII conde de Santa Coloma,[20] XIV conde de las Amayuelas,[15] X marqués de Vallehermoso,[22] XXI conde de Tahalú, XXI marqués de Cañete,[14] XI marqués de Alconchel, maestrante de Sevilla, coronel de infantería, cruz al mérito militar, cruz y placa de la real Orden de San Hermenegildo[19] y cinco veces grande de España.[30]

Caso, en Madrid, el 23 de octubre de 1970, con Ana Rosa de Aragón y Pineda, hija de Bartolomé Aragón Gómez y de María del Pilar Pineda y Cabanellas, VII marquesa de Campo Santo.